# Departamento de Los Santos
Los Santos fue uno de los siete departamentos en que se dividía el Estado Soberano de Panamá (Colombia). Fue creado el 15 de julio de 1855, a partir de la mayor parte del territorio de la provincia de Azuero, mediante la convención constituyente del Estado. Tenía por cabecera a La Villa de Los Santos.

## División territorial
El departamento al momento de su creación (1855) estaba dividido en los distritos de Los Santos, Chitré, Las Tablas, Pedasí y Pocrí.
Para 1870 el departamento estaba dividido en los distritos de Los Santos, Chitré, Guararé, Las Tablas, Las Minas, Los Pozos, Macaracas, Ocú, Parita, Pesé, Pedasí, Pocrí y Santa María.